# Xaniona cerina
Xaniona cerina är en insektsart som beskrevs av Zhang och Huang 2005. Xaniona cerina ingår i släktet Xaniona och familjen dvärgstritar. Inga underarter finns listade i Catalogue of Life.